# Cubelles (Haute-Loire)
Cubelles é uma comuna francesa na região administrativa de Auvérnia-Ródano-Alpes, no departamento de Alto Loire. Estende-se por uma área de 12,13 km². Em 2010 a comuna tinha 155 habitantes (densidade: 12,8 hab./km²).